# Roberto Nepote
Roberto Nepote (Torino, 19 ottobre 1956) è un dirigente d'azienda italiano.

## Biografia

### Dall'emittenza locale ai circuiti televisivi nazionali
Nel 1978 inizia la propria esperienza professionale presso alcune radioTv private torinesi.
Nel 1979 è tra i fondatori di Quarta Rete TV e ne diventa in seguito Presidente ed Amministratore Delegato.
Durante tale esperienza ricopre diverse cariche apicali presso importanti circuiti televisivi nazionali ed organizzazioni: Federazione Radio Televisioni, Videomusic, Primarete Indipendente, Datamedia, Impretel, Italia 9 Network. 

### La carriera in Rai
Nel 1995 entra in Rai in qualità di Vice Direttore di Rai Tre. 
Nel 1996 è responsabile dell'Area Palinsesti Tematici della Direzione Canali Tematici e Nuove Offerte dove studia la struttura per la partenza e la messa in onda dei nuovi canali Rai Sat. 
Nel 1999 diviene Consigliere di Amministrazione di Rai Sat e contemporaneamente viene rinominato Vice Direttore di Rai Tre con delega sul Day Time e Grandi Eventi.
Nel 2002 assume la responsabilità di Vice Direttore Vicario di Rai Due con delega per l'area intrattenimento, fiction, cinema e bambini.
Nel 2004 è Consigliere di Amministrazione di Rai Net e, in qualità di Assistente del Direttore Generale, definisce e sviluppa il progetto relativo alla promozione delle Olimpiadi Invernali di Torino 2006.
Nel 2007 diviene membro del Comitato TV dell'Unione europea di radiodiffusione e, nel 2008, direttore dell'area Marketing & Operations di Rai Trade.
Dal 2011 al 2016 è stato direttore di Rai Gold la direzione che gestisce i canali Rai Movie, Rai Premium, Rai 4 e Rai World Premium.
Dal 24 giugno 2016 è direttore del Centro di produzione Rai di Torino
Il 29 settembre 2017 è nominato presidente di Rai Com.
Dal 28 marzo 2019 al 20 ottobre 2023 è stato il direttore Marketing & Strategia della Rai, lasciando per raggiunti limiti di età.
Nel giugno del 2022 su richiesta della Presidenza del Consiglio Draghi è stato nominato Cavaliere al Merito della Repubblica con decreto del Presidente della Repubblica Mattarella.